# La marquesa de Yolombó (telenovela)
La marquesa de Yolombó es una telenovela colombiana producida por RTI Televisión para la Primera Cadena en 1978 y siendo dirigida por Fabio Camero. Fue protagonizada por Amparo Suárez y el desaparecido actor Álvaro Ruiz. Esta telenovela fue una adaptación de Julio Jiménez de la obra homónima de Tomás Carrasquilla.

## Sinopsis
La historia enmarcada en la situación social de la época de la colonia, donde el hombre era amo y señor, y su mujer era despreciada porque "solo servían para criar chinos", época de esclavitud, ya que los negros, en ese entonces ya habían sido sacados a la fuerza de África y vendidos como animales.
Cuenta la vida de Doña Bárbara Caballero y Álzate, mujer impetuosa que por medio de su valentía y egolatría logra conquistar el título de Marquesa de Yolombó. Obtendría reconocimiento y poder y se pondría al nivel de los más débiles socialmente para ayudarlos. 

## Reparto
- Amparo Suárez - Doña Bárbara Caballero y Álzate
- Álvaro Ruiz - Fernando de Orellana
- Chela del Río - Doña Rosalía Álzate de Caballero
- Gilberto Puentes
- Fabio Camero
- Chela Arias - "Antonina"
- Sofía Morales
- Karina Laverde
- Lucy Martínez
- Teresa Gutiérrez
- Fernando Corredor
- Lucy Colombia
- Mariela Home
- Ana Mojica
- Yolanda García
- Betty Valderrama
- Hector Rivas
- Humberto Arango
- Jairo Soto
- José Saldarriaga
- Hernán Bolívar
- Alfredo Gonsalez
- Edgardo Román
- Gabriel Vanegas
- Merena Dimont
- Myriam González
- Guillermo Villa
- Carmenza de Cadavid
- Roberto Franco Urrego
- María Margarita Giraldo